# Timothey N'Guessan
Timothey N'Guessan (Massy (Sena Marítimo), 18 de setembro de 1992) é um handebolista profissional francês, medalhista olímpico

## Carreira
Timothey N'Guessan integrou a Seleção Francesa de Handebol no Rio 2016, conquistando a medalha de prata.